# División de Honor A de hockey hierba
La División de Honor Masculina A -conocida como Liga MGS por cuestiones de patrocinio- es la máxima categoría de la liga española de hockey sobre hierba. Se inició en la temporada 1957-58, y la organiza la Real Federación Española de Hockey.

## Historia
Hasta los años 1950 el Campeonato de España (actual Copa del Rey) era el único torneo de hockey sobre hierba de ámbito nacional que se disputaba en España. No fue hasta 1958 cuando la Federación Española de Hockey planteó la creación de una liga nacional, tras el éxito de otros deportes como el rugby (creada en 1953) o el baloncesto (1957).
La primera Liga Nacional de Hockey Hierba se inició en noviembre de 1958 con la participación de seis equipos, en representación cuatro federaciones regionales: RC Polo y Egara como campeón y subcampeón de Cataluña; Club de Campo y Júnior, campeón y subcampeón de Castilla; RC Jolaseta, campeón de Vizcaya; y RC Tenis San Sebastián, campeón de Guipúzcoa, que se retiró a mitad del torneo. El Real Club de Polo de Barcelona fue el primer campeón.
Después de tres ediciones, la liga dejó de disputarse durante los años 1960. Se recuperó en 1970, disputándose desde entonces de forma ininterrumpida, aunque con variaciones en su denominación y formato. Los clubes catalanes, especialmente los tres equipos de Tarrasa —Egara, Atlètic y CD Terrassa— y el Polo de Barcelona han sido los dominadores absolutos de la liga, habiendo ganado todas las ediciones, excepto dos.

## Sistema de competición
La competición se desarrolla anualmente entre los meses de septiembre y junio del siguiente año, con la participación de diez equipos. La primera parte de la competición se disputa según un sistema de liga a doble partido. La puntuación por resultado es de dos puntos al vencedor del partido, un punto para cada equipo en caso de empate y cero puntos para el perdedor. 
Al final la liga regular, los cuatro equipos con más puntos se clasifican para la «Final a 4», que se disputa por eliminación directa a partido único, en una misma sede. En caso de empate, el vencedor se decide por el lanzamiento de «penalti shoot-out». Por su parte, los dos últimos clasificados de la liga regular descienden para la siguiente temporada a la División de Honor B, de la que ascienden, recíprocamente, dos equipos.

## Palmarés
| Temporada | Campeón                       | Subcampeón                     | Tercero                        | Cuarto                         |
| --------- | ----------------------------- | ------------------------------ | ------------------------------ | ------------------------------ |
| 1958      | R.C. Polo Barcelona           | R.S.H.E. Club Campo Madrid     | Club Egara                     | R.C. Jolaseta                  |
| 1959      | R.C. Polo Barcelona           | Gaviria H.C. San Sebastián     | C.D. Tarrasa                   | R.S.H.E. Club Campo Madrid     |
| 1960      | Gaviria H.C. San Sebastián    | R.C. Polo Barcelona            | C.D. Tarrasa                   | R.C. Jolaseta                  |
| 1961-69   | No disputado                  | No disputado                   | No disputado                   | No disputado                   |
| 1970      | R.C. Polo Barcelona           | R.C. Jolaseta                  | Club Atlético San Sebastián    | Club Egara                     |
| 1971      | Club Egara                    | R.C. Polo Barcelona            | R.S.H.E. Club Campo Madrid     | R.C. Jolaseta                  |
| 1972      | Club Egara                    | R.C. Polo Barcelona            | R.S.H.E. Club Campo Madrid     | Club Atlético San Sebastián    |
| 1973      | Club Egara                    | R.C. Polo Barcelona            | R.C. Jolaseta                  | Club Atlético San Sebastián    |
| 1974      | Club Egara                    | R.C. Polo Barcelona            | C.D. Tarrasa                   | R.C. Jolaseta                  |
| 1975      | Club Egara                    | R.C. Polo Barcelona            | C.D. Tarrasa                   | Egara H.C.                     |
| 1976      | C.D. Tarrasa                  | R.C. Polo Barcelona            | Club Egara                     | Atlético Tarrasa H.C.          |
| 1977      | R.C. Polo Barcelona           | Club Egara                     | Atlético Tarrasa H.C.          | C.D. Tarrasa                   |
| 1978      | R.C. Polo Barcelona           | Club Egara                     | C.D. Tarrasa                   | R.S.H.E. Club Campo Madrid     |
| 1979      | Club Egara                    | R.C. Polo Barcelona            | R.S.H.E. Club Campo Madrid     | Atlético Tarrasa H.C.          |
| 1980      | R.C. Polo Barcelona           | Club Egara                     | R.S.H.E. Club Campo Madrid     | Atlético Tarrasa H.C.          |
| 1981      | R.C. Polo Barcelona           | R.S.H.E. Club Campo Madrid     | Atlético Tarrasa H.C.          | Pedralbes H.C. Barcelona       |
| 1982      | R.C. Polo Barcelona           | R.S.H.E. Club Campo Madrid     | Club Egara                     | Atlètic Terrassa H.C.          |
| 1983      | Atlètic Terrassa H.C.         | R.C. Polo Barcelona            | R.S.H.E. Club Campo Madrid     | C.H. San Pablo Valdeluz Madrid |
| 1984      | Atlètic Terrassa H.C.         | R.C. Polo Barcelona            | R.S.H.E. Club Campo Madrid     | C.H. San Pablo Valdeluz Madrid |
| 1985      | Atlètic Terrassa H.C.         | R.C. Polo Barcelona            | Club Egara                     | Club de Campo Villa de Madrid  |
| 1986      | Atlètic Terrassa H.C.         | Club de Campo Villa de Madrid  | C.H. San Pablo Valdeluz Madrid | Club Egara                     |
| 1987      | Atlètic Terrassa H.C.         | C.H. San Pablo Valdeluz Madrid | Club de Campo Villa de Madrid  | Club Egara                     |
| 1988      | Atlètic Terrassa H.C.         | R.C. Polo Barcelona            | Club Egara                     | C.H. San Pablo Valdeluz Madrid |
| 1989      | Atlètic Terrassa H.C.         | R.C. Polo Barcelona            | C.H. San Pablo Valdeluz Madrid | Club Egara                     |
| 1990      | Atlètic Terrassa H.C.         | R.C. Polo Barcelona            | Club Egara                     | Club de Campo Villa de Madrid  |
| 1991      | Atlètic Terrassa H.C.         | Club Egara                     | C.H. San Pablo Valdeluz Madrid | R.C. Polo Barcelona            |
| 1992      | Club Egara                    | Atlètic Terrassa H.C.          | Club de Campo Villa de Madrid  | C.D. Terrassa                  |
| 1993      | Club Egara                    | Atlètic Terrassa H.C.          | C.H. San Pablo Valdeluz Madrid | R.C. Polo Barcelona            |
| 1994      | Atlètic Terrassa H.C.         | Club Egara                     | R.C. Polo Barcelona            | C.H. San Pablo Valdeluz Madrid |
| 1995      | Atlètic Terrassa H.C.         | Club Egara                     | R.C. Polo Barcelona            | C.D. Terrassa                  |
| 1996      | Club Egara                    | Atlètic Terrassa H.C.          | R.C. Polo Barcelona            | C.H. San Pablo Valdeluz Madrid |
| 1997      | Atlètic Terrassa H.C.         | Club Egara                     | R.C. Jolaseta                  | R.C. Polo Barcelona            |
| 1998      | Club Egara                    | Atlètic Terrassa H.C.          | C.H. San Pablo Valdeluz Madrid | R.C. Polo Barcelona            |
| 1999      | Club Egara                    | Atlètic Terrassa H.C.          | R.C. Polo Barcelona            | C.D. Terrassa                  |
| 2000      | Club Egara                    | Atlètic Terrassa H.C.          | R.C. Polo Barcelona            | Club Atlético San Sebastián    |
| 2001      | Club Egara                    | Atlètic Terrassa H.C.          | R.C. Polo Barcelona            | Club Atlético San Sebastián    |
| 2002      | R.C. Polo Barcelona           | Atlètic Terrassa H.C.          | Club Egara                     | Club Atlético San Sebastián    |
| 2003      | R.C. Polo Barcelona           | Club Egara                     | Atlètic Terrassa H.C.          | Club Atlético San Sebastián    |
| 2004      | Atlètic Terrassa H.C.         | Club Egara                     | R.C. Polo Barcelona            | Club Atlético San Sebastián    |
| 2005      | Atlètic Terrassa H.C.         | R.C. Polo Barcelona            | Club Egara                     | Club de Campo Villa de Madrid  |
| 2006      | Atlètic Terrassa H.C.         | Club Egara                     | Club de Campo Villa de Madrid  | R.C. Polo Barcelona            |
| 2007      | Atlètic Terrassa H.C.         | R.C. Polo Barcelona            | Club Egara                     | Club de Campo Villa de Madrid  |
| 2008      | R.C. Polo Barcelona           | Atlètic Terrassa H.C.          | Club Egara                     | Club de Campo Villa de Madrid  |
| 2009      | Atlètic Terrassa H.C.         | R.C. Polo Barcelona            | Club Egara                     | Club de Campo Villa de Madrid  |
| 2010      | Atlètic Terrassa H.C.         | Club de Campo Villa de Madrid  | R.C. Polo Barcelona            | Club Egara                     |
| 2011      | Atlètic Terrassa H.C.         | Club de Campo Villa de Madrid  | R.C. Polo Barcelona            | Club Egara                     |
| 2012      | Atlètic Terrassa H.C.         | R.C. Polo Barcelona            | Club de Campo Villa de Madrid  | Club Egara                     |
| 2013      | R.C. Polo Barcelona           | Club de Campo Villa de Madrid  | Club Egara                     | Atlètic Terrassa H.C.          |
| 2014      | R.C. Polo Barcelona           | Club Egara                     | Atlètic Terrassa H.C.          | SPV Complutense                |
| 2015      | R.C. Polo Barcelona           | Club Egara                     | Club de Campo Villa de Madrid  | Atlètic Terrassa H.C.          |
| 2016      | Club Egara                    | R.C. Polo Barcelona            | Atlètic Terrassa H.C.          | Club de Campo Villa de Madrid  |
| 2017      | Atlètic Terrassa H.C.         | Club Egara                     | R.C. Polo Barcelona            | Club de Campo Villa de Madrid  |
| 2018      | R.C. Polo Barcelona           | Junior F.C.                    | Club de Campo Villa de Madrid  | Atlètic Terrassa H.C.          |
| 2019      | Club Egara                    | R.C. Polo Barcelona            | Atlètic Terrassa H.C.          | Club de Campo Villa de Madrid  |
| 2020      | Cancelada por el COVID-19     | Cancelada por el COVID-19      | Cancelada por el COVID-19      | Cancelada por el COVID-19      |
| 2021      | Club de Campo Villa de Madrid | Atlètic Terrassa H.C.          | Club Egara                     | R.C. Polo Barcelona            |
| 2022      | Atlètic Terrassa H.C.         | R.C. Polo Barcelona            | Club Egara                     | Club de Campo Villa de Madrid  |
| 2023      | Club de Campo Villa de Madrid | R.C. Polo Barcelona            | Atlètic Terrassa H.C.          | Club Egara                     |
| 2024      | Club de Campo Villa de Madrid | R.C. Polo Barcelona            | Club Egara                     | R.S. Tenis Santander           |

### Títulos por club
| Equipo                        | Campeón | Segundo | Tercero |
| ----------------------------- | ------- | ------- | ------- |
| Atlètic Terrassa H.C.         | 22      | 10      | 7       |
| R.C. Polo Barcelona           | 15      | 22      | 9       |
| Club Egara                    | 15      | 13      | 16      |
| Club de Campo Villa de Madrid | 3       | 8       | 12      |
| Gaviria H.C. San Sebastián    | 1       | 1       | 0       |
| C.D. Terrassa                 | 1       | 0       | 5       |
| Sanse Complutense             | 0       | 1       | 5       |
| R.C. Jolaseta                 | 0       | 1       | 2       |
| Junior F.C. Sant Cugat        | 0       | 1       | 2       |
| Club Atlético San Sebastián   | 0       | 0       | 1       |